# ローソンストア100

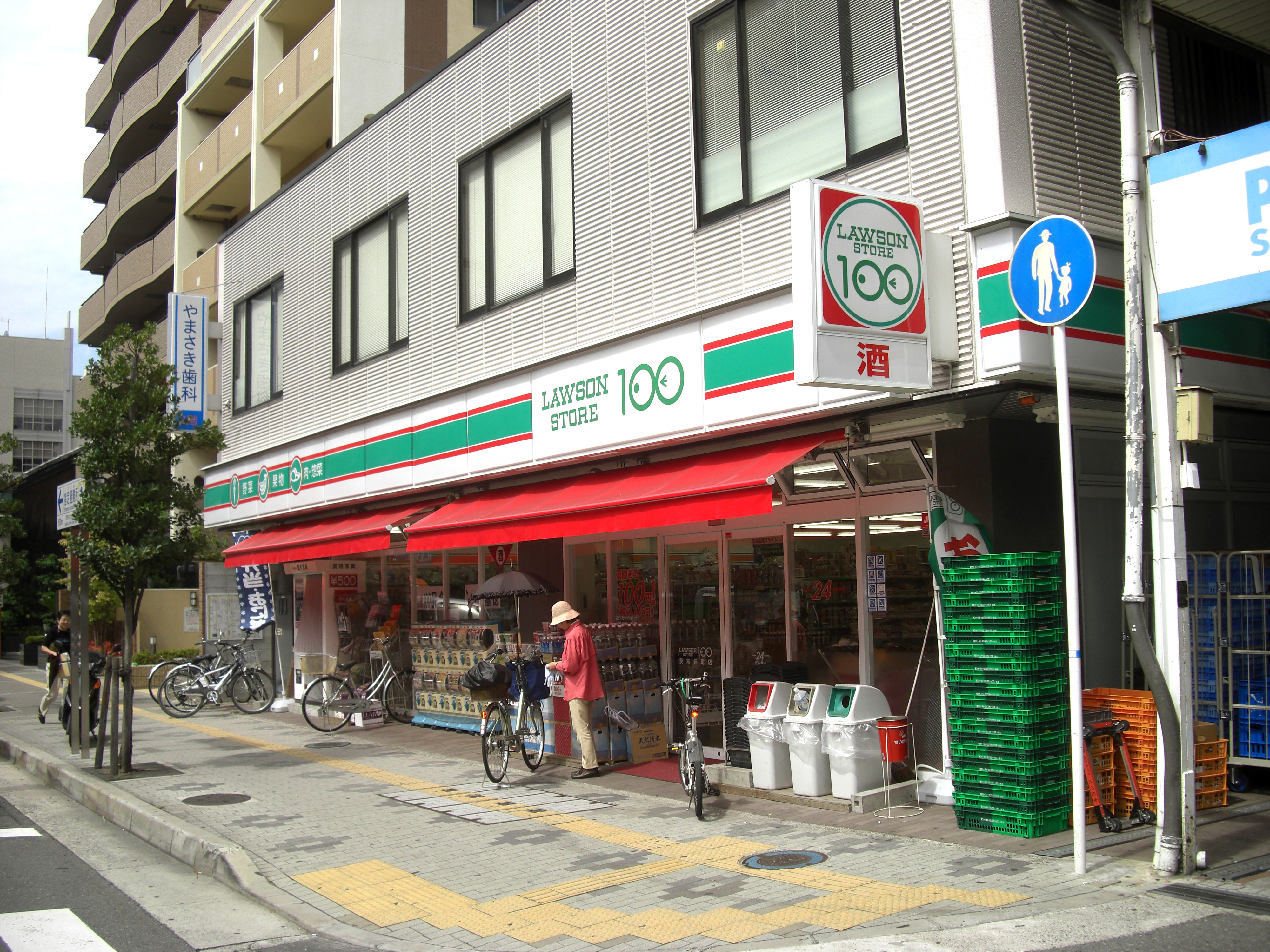
ローソンストア100（大阪府茨木市・茨木元町店）

ローソンストア100（ローソンストアひゃく、LAWSON STORE 100）は、ローソングループの株式会社ローソンストア100（英語: Lawson Store100, Inc.）が展開するコンビニエンスストアである。ストアコンセプトは「献立応援コンビニへ。」。

## 概要
生活用品や各種サービスを行っている従来型のコンビニとは別に、生鮮食品（食肉、野菜など）を扱うミニ・スーパーの機能と、身近な生活用品をそろえた100円ショップの機能を融合させ、学生や単身者などが気軽に利用できる複合型の店舗を目指すことを念頭に店舗展開する。その為、公式ではコンビニの利便性、スーパーマーケットの品揃え、100円ショップの均一価格の3つの業態特性を併せ持つ「くらし支えるストア」と表している。
基本的に100円（税抜）の商品が中心だが、弁当や一部の惣菜・菓子・食品・雑誌は、価格が100円でないものもある。（2020年代ころより、世界的物価高騰の流れで、100円商品はほとんどなくなり、ほぼすべての商品で値上げをおこなっている。）多くの店が24時間営業であるが、中には24時間営業ではない店舗もある。多くの店舗では酒類・煙草を取り扱っている。2013年（平成25年）5月20日から福岡県内の店舗でゆうパックの取扱いを開始し、6月1日より全国で取扱いを開始（冷蔵・冷凍などは取扱なし）。切手と収入印紙の販売、公共料金の収納代行も行っている。2014年6月2日からクレジットカードが利用可能となった。その後、同年内には全店舗でローソンと同様に電子マネーが利用できるようになった（ただしクオカードやビール券などの金券類は現状利用不可）。2011年（平成23年）のクリスマスケーキ予約時に300円分のクーポン券がレシートへの印刷により発行され、2012年（平成24年）3月から月刊Pontaに掲載されたクーポンの使用やPontaポイントの加算（税別200円毎1ポイント）、使用（1ポイント1円）も可能となった。現状チケット発券などのサービスは行っていない。コピーは一部店舗のみの設置である。過去にはATMが設置されている店舗も存在した。店舗網は直営・フランチャイズ合わせて約1100店舗（2015年1月時点）で、茨城県・埼玉県・千葉県・東京都・神奈川県・岐阜県・愛知県・京都府・大阪府・兵庫県の10都府県のみの展開である。宮城県・静岡県・滋賀県・奈良県・和歌山県・福岡県にはかつて店舗が存在していたが、現在は全店舗が閉店、または通常のローソンに転換している。
低価格商品を販売し出店攻勢を強める小型スーパーの躍進などで当業態店舗の収益が悪化していることから、2015年度末までに低採算店など全体の2割以上の店舗（2015年1月時点で展開している約1100店舗のうち約260店舗）を閉店し、うち約60店舗は通常のローソンや医薬品を強化したドラッグストア型店舗へ業態転換、約200店舗は完全閉鎖が発表されている。

## 沿革
2009年（平成21年）5月1日にローソンストア100を営業していた株式会社バリューローソンが株式会社九九プラス（きゅうじゅうきゅうプラス）に吸収合併（この時点で共にローソングループ）され、ローソンストア100は九九プラスの下で暫く営業されてきたが、2014年（平成26年）2月1日に同社のオペレーション（直営店舗運営・商品開発）機能が当社（2013年11月設立、当時は株式会社ローソンマート）に承継された。九九プラスは同日付けで株式会社ローソンに吸収合併され解散している。
新業態「ローソンマート」の誕生と1年余りでの撤退

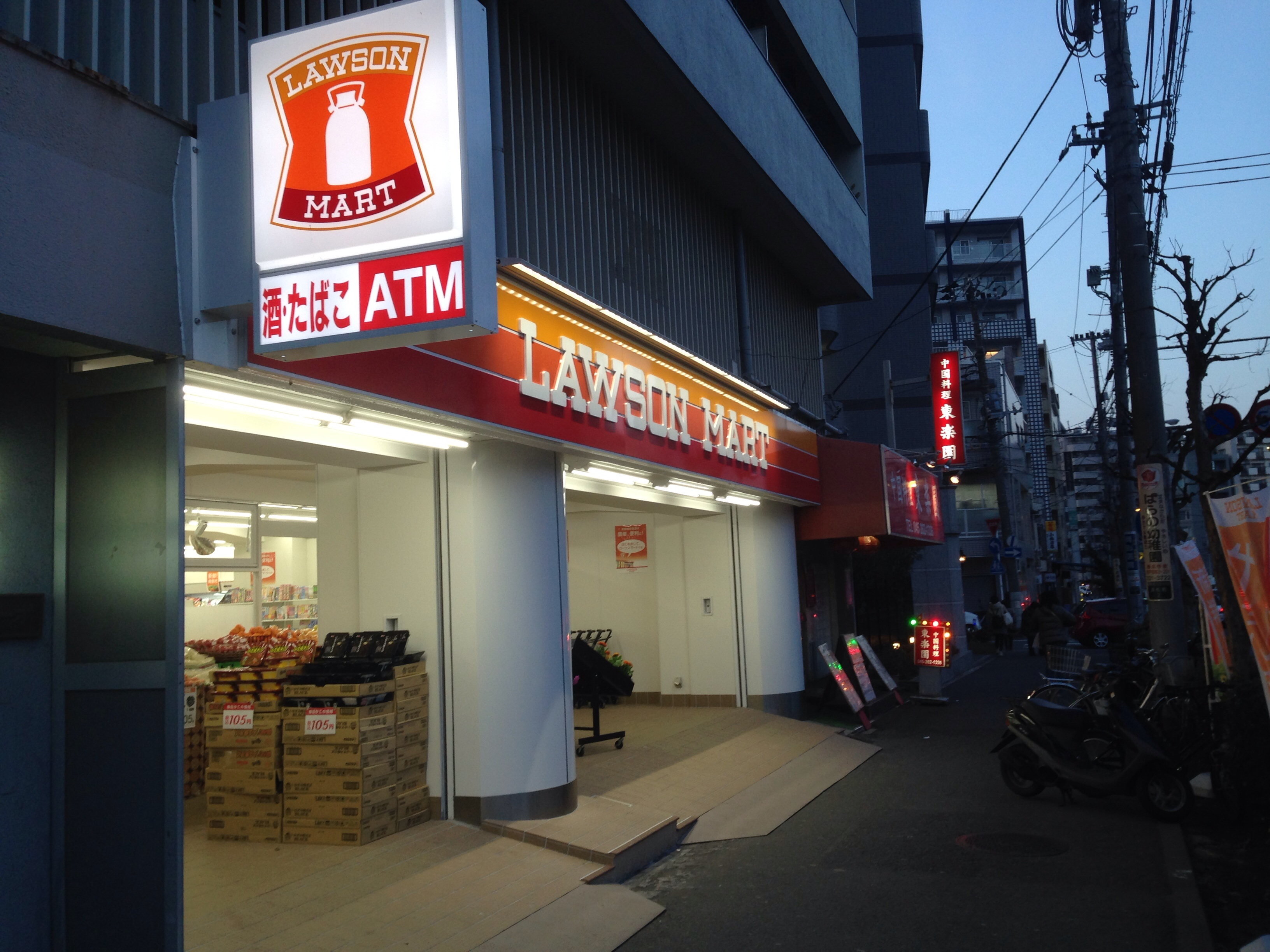
ローソンマート西横浜店（一号店）（2014年3月9日撮影、現在ではローソンストア100に業態転換している）

同年2月20日に新業態ローソンマートの一号店を神奈川県横浜市に開店した。ローソンマートはローソンストア100の進化型店舗で、コンビニとスーパーマーケットの中間の品揃えを目指し、野菜に加えて精肉や水産加工品などを扱い生鮮食品の充実を図るほか、ATMやロッピーの設置、電子マネーや公共料金の支払いにも対応するなど本家のローソンと同様にサービスの充実も図るとしており、売り場面積は従来のローソンストア100の平均的な店舗と比較して約1.5から2倍に拡大する方針を掲げていた。2016年度末までに関東・東海・近畿地方を中心として500店舗の新規出店を目指していた。
安価な商品を販売して首都圏へ出店を加速するイオンの「まいばすけっと」やマルエツの「マルエツプチ」、ユニーの「Miniピアゴ」などと比して価格が割高で苦戦して集客力にも限界があることから2015年1月に同年度中に全店舗（1月時点で39店舗を展開していた）を閉店し、通常のコンビニ（ローソンストア100・ローソン・またはローソンプラス）や医薬品を強化したドラッグストア型店舗へ業態転換することが発表されている。全店舗の業態転換が同年10月時点で既に完了しており、これにより同業態からは1年余りで完全撤退することとなった。
ローソンストア100も同時期までに低採算店など全体の2割以上の店舗（2015年1月時点で約1100店舗を展開、そのうちの約260店舗にあたる）を閉店し、うち約60店舗は通常のコンビニやドラッグストア型店舗へ業態転換、約200店舗については完全閉鎖することとなった。これらの整理が一段落し当社の事業がローソンストア100専業となったことから、2016年（平成28年）3月1日付けで商号も株式会社ローソンストア100に変更している。
- 1996年（平成8年）4月 - スーパーマーケットを運営していた株式会社ベスト（家電量販店のベスト電器とは無関係、テスコグループを経て後のイオンエブリ株式会社。現在はマックスバリュエクスプレスやアコレ、まいばすけっとなどグループ内で業態転換により消滅）内に事業部を発足。東京都立川市若葉町に「99エンオンリーストア」の店名で1号店を開店。
- 2000年（平成12年）10月 - 株式会社九九プラスを設立。株式会社ベストから独立。同月、フランチャイズ展開を開始。
- 2001年（平成13年）
  - 1月 - 新CIを導入。以降、新店舗における店名を「SHOP99」に統一。
  - 7月 - 株式会社キョウデンの出資を受け、傘下に入る。
- 2002年（平成14年）6月 - 当時、同じキョウデングループの関西チコマート株式会社を、株式会社チコマートから買収。
- 2003年（平成15年）4月1日 - 子会社の関西チコマート株式会社を株式会社九九プラス関西に商号変更。
- 2004年（平成16年）9月9日 - ジャスダックに上場。
- 2007年（平成19年）
  - 2月28日 - 株式会社ローソンと業務資本提携を発表。
  - 3月16日 - ローソンが第三者割当増資を引き受け、第2位の大株主（20%）となる。
  - 12月28日 - ローソンがキョウデンから株式の4.8%を買取り、所有割合25.6%となる。
- 2008年（平成20年）
  - 1月10日 - ローソンが第三者割当増資を引き受け、筆頭株主（34.2%）となる。
  - 7月15日 - ローソンが、連結子会社化を目指してTOBを発表。
  - 9月5日 - TOB成立により、ローソンは株式77.67%（これまでの保有分を含む）を取得し、連結子会社化。
- 2009年（平成21年）
  - 5月1日 - 株式会社バリューローソンを簡易吸収合併。
  - 6月25日 - 株主総会で、登記上の本店所在地が東京都小平市学園東町一丁目4番39号から本社所在地（西新宿）に移転。
  - 11月19日 - ローソンとの間で株式交換契約を締結。
  - 12月1日 - 株式会社九九プラス関西を簡易吸収合併。
- 2010年（平成22年）
  - 1月21日 - 臨時株主総会で、ローソンとの株式交換契約を承認。
  - 2月9日 - 株式交換契約を合意解除し、親会社のローソンによる完全子会社化が一時中止。
  - 4月14日 - ローソンと二度目の株式交換契約を締結。
  - 5月21日 - 定時株主総会で、ローソンとの株式交換契約を再承認。
  - 6月25日 - JASDAQ取引終了。
  - 6月28日 - JASDAQ上場廃止。
  - 7月1日 - 株式交換によりローソンの完全子会社となる。
- 2011年（平成23年）7月20日 - SHOP99が、全店「ローソンストア100」となる[11]。
- 2013年（平成25年）11月14日 - 株式会社ローソンマート設立。
- 2014年（平成26年）
  - 2月1日 - オペレーション（直営店舗運営・商品開発）機能を完全子会社の株式会社ローソンマートに吸収分割方式で承継の上、ローソンが吸収合併し、九九プラスは解散した[2]。
  - 2月20日 - 新業態のコンビニチェーン「ローソンマート」の一号店が神奈川県横浜市（西横浜店）にオープン。
- 2015年（平成27年）
  - 「ローソンマート」が誕生から、わずか1年余りで全店舗閉店（業態転換）することとなり、同業態からは完全撤退。さらに「ローソンストア100」も低採算店など約260店舗が閉店し、多くは通常のコンビニ（ローソンストア100、ローソン）やドラッグストア型店舗に業態転換する[3]。
- 2016年（平成28年）
  - 3月1日 - 株式会社ローソンストア100に商号変更。
- 2021年（令和3年）
  - 7月7日 - 新たなストアコンセプトとして「献立応援コンビニへ。」を制定。

## 運営会社の変遷
当初は株式会社バリューローソンが運営していたが、2009年（平成21年）5月1日にバリューローソンが株式会社ローソンの連結子会社となっていた同業の株式会社九九プラス（きゅうじゅうきゅうプラス）に吸収合併され解散した。店舗は同社が運営していたSHOP99は後述のとおり2011年7月までに全店舗、ローソンストア100に転換・統合されている。2014年（平成26年）2月1日に九九プラスが会社分割によってオペレーション（直営店舗運営・商品開発）機能を株式会社ローソンマートに承継した上でローソンに吸収合併され解散したことから、以降は株式会社ローソンマートがローソンストア100の運営を担っていた。しかし、同社の看板でもある“ローソンマート”事業から完全撤退（詳細は後節「#これまでの歴史」を参照）、ローソンストア100専業となったことを受け、2016年（平成28年）3月1日付けで株式会社ローソンストア100に商号変更され現在に至っている。

## SHOP99の完全子会社化

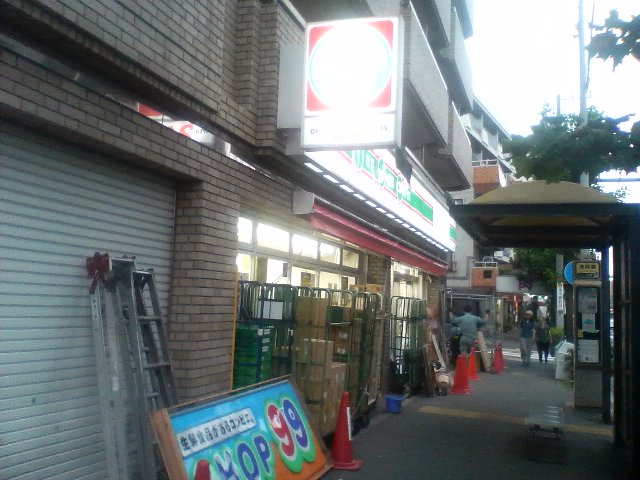
SHOP99からローソンストア100へ看板の掛け替え

当初、東京都と神奈川県、埼玉県、千葉県に店舗を展開し、全国展開をする方針であった。2007年（平成19年）2月28日に株式会社ローソンは、SHOP99運営会社の株式会社九九プラスと業務資本提携を発表した。のちに一部店舗をローソンストア100に転換して出店・統合する先行実験とプライベートブランド (PB) 商品の共通化を表明し、展開した。2008年（平成20年）9月に株式会社ローソンが株式公開買付を実施し、株式会社九九プラスへ出資比率を77.76%に高めて連結子会社化した。「SHOP99」を「ローソンストア100」に転換・統合し、出店を加速していくことを明らかにしている。2009年5月1日にバリューローソンが九九プラスに吸収合併され解散。店舗運営や商品仕入機能の一元化、店舗ブランドの統合加速がされた。これによりローソンと同タイプのPOSレジに一元化、制服の共通化などがなされた。
ローソンストア100の看板は白を基調としたものと、緑を基調としたものの2種類が存在するが（「#店舗例・店舗内ギャラリー」も参照）、緑を基調とした看板を掲げているのは初期の旧バリューローソン系の店舗である。
2011年（平成23年）7月20日、SHOP99の全店舗がローソンストア100となり統合が完了した。

## ポイントカードの導入

### Ponta
2012年3月1日から共通ポイントカードPontaが全店で導入された。200円（税抜）の会計につき1ポイントのPontaポイントがたまり、1ポイント1円相当として買い物でポイントを利用できる。さらに特定商品の購入でボーナスポイントも付く。ローソンストア100の店舗でカードの申し込みの場合、ローソンストア100限定デザインのPontaカードが作成される。

### dポイント
2017年6月1日より導入。ローソン店舗と同じくPontaとdポイントのどちらも利用ができる。ポイント還元率はPontaと同じく200円で1ポイントとなる。dポイントのキャラクター「ポインコ」との限定コラボカードも発行された。

## バリューライン
バリューライン (VL) とは、ローソングループがメーカーと共同開発したプライベートブランドである。『99エンオンリーストア』時代の名残で「税抜100円の均一価格」、「徹底的な価値の追求」をコンセプトとしているが、現在は税抜100円ではない商品が殆どである。一部商品は、ローソンの店舗でも販売されていた。バリューラインのラインナップは野菜や食肉などの生鮮食品から雑貨などまで幅広い。

## LSマルシェ
2025年にローンチした生鮮品のプライベートブランド。野菜や果物の仕入れルートを見直すことで、従来よりも納品にかかる時間を半日ほど短縮させ鮮度の高い商品を提供する。また、サイズが規格外であるなど市場に出回り難い商品も一般品より安価で提供する。

## その他
ローソン、ローソン・スリーエフ、ナチュラルローソンと同型のレジスターを採用しているため、特定の商品を購入するとローソンなどと同じように無料券や値引券がレシートに印字される形で発行されるが、これらの無料券や値引き券は売価や仕入原価がローソンなどと異なるため、ローソンストア100では使用できない。
チケット代金の支払い用紙を発行するロッピーも設置されていない。
FAX機能の付いたコピー機の設置有無については店舗によって異なる。

## 店舗例・店舗内ギャラリー

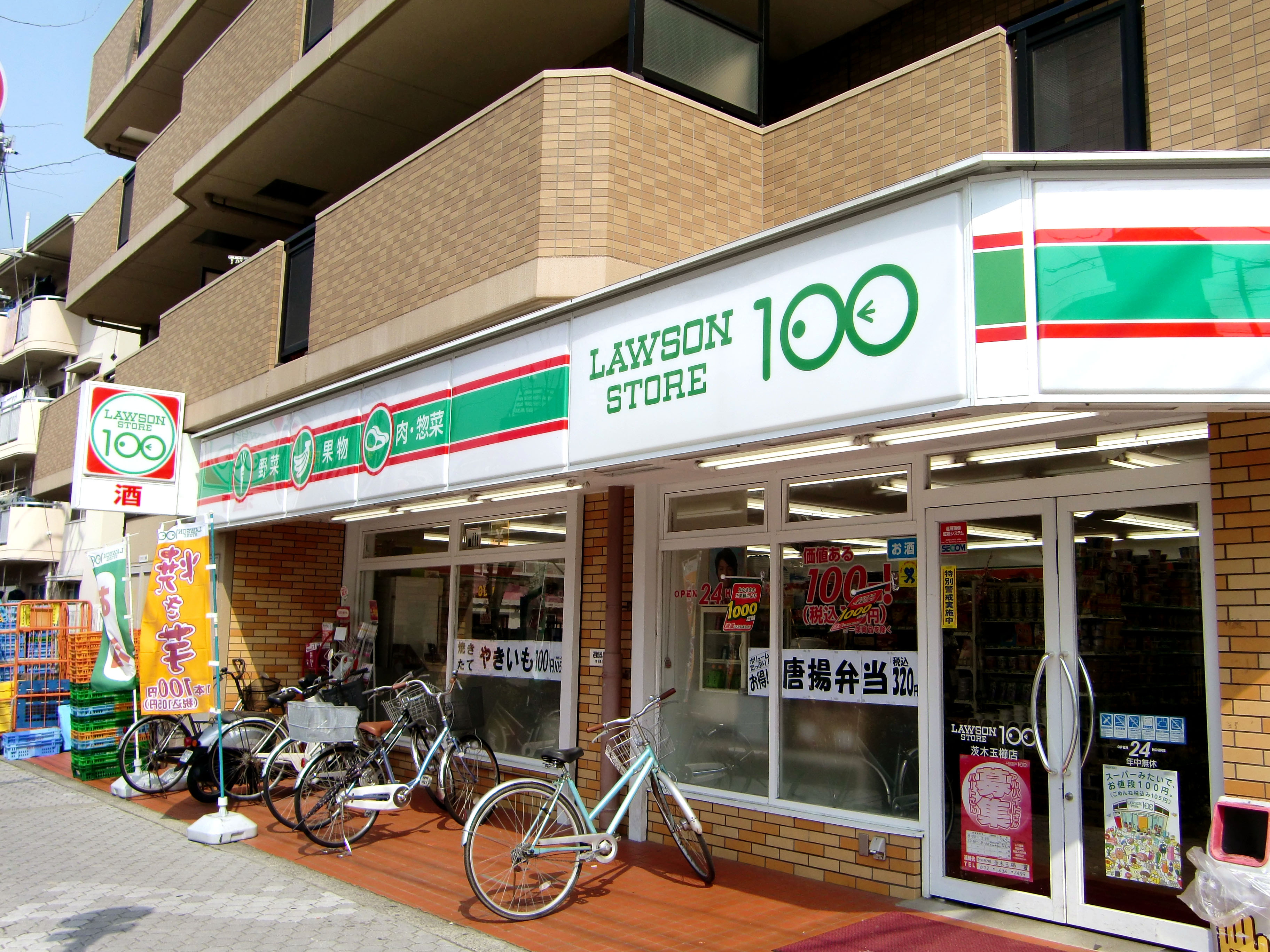
通常店舗の外観（大阪府茨木市・茨木玉櫛店）
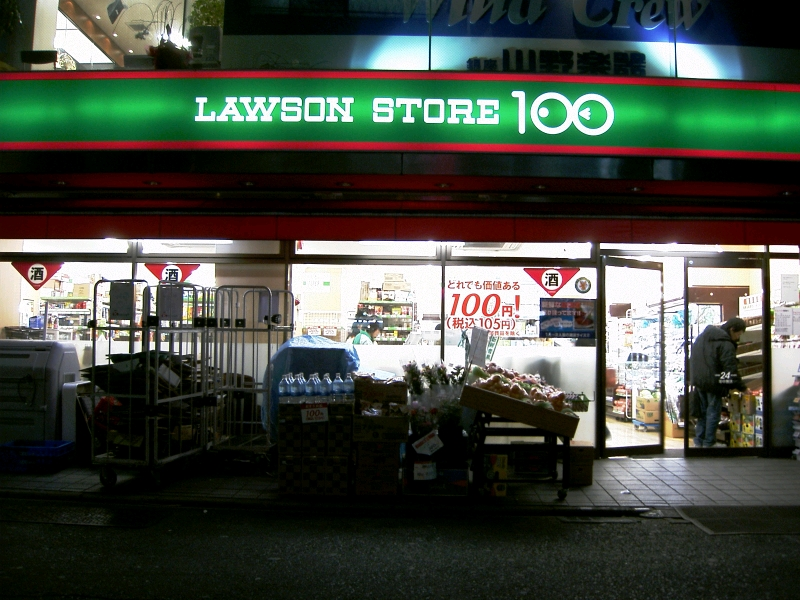
旧バリューローソン系店舗の外観（東京都新宿区・新大久保店）
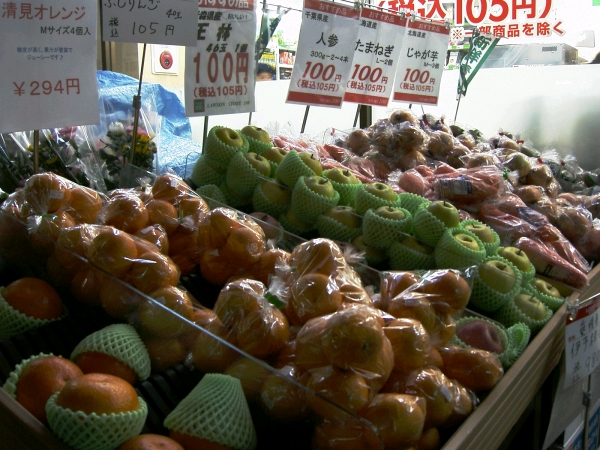
店頭の生鮮食品
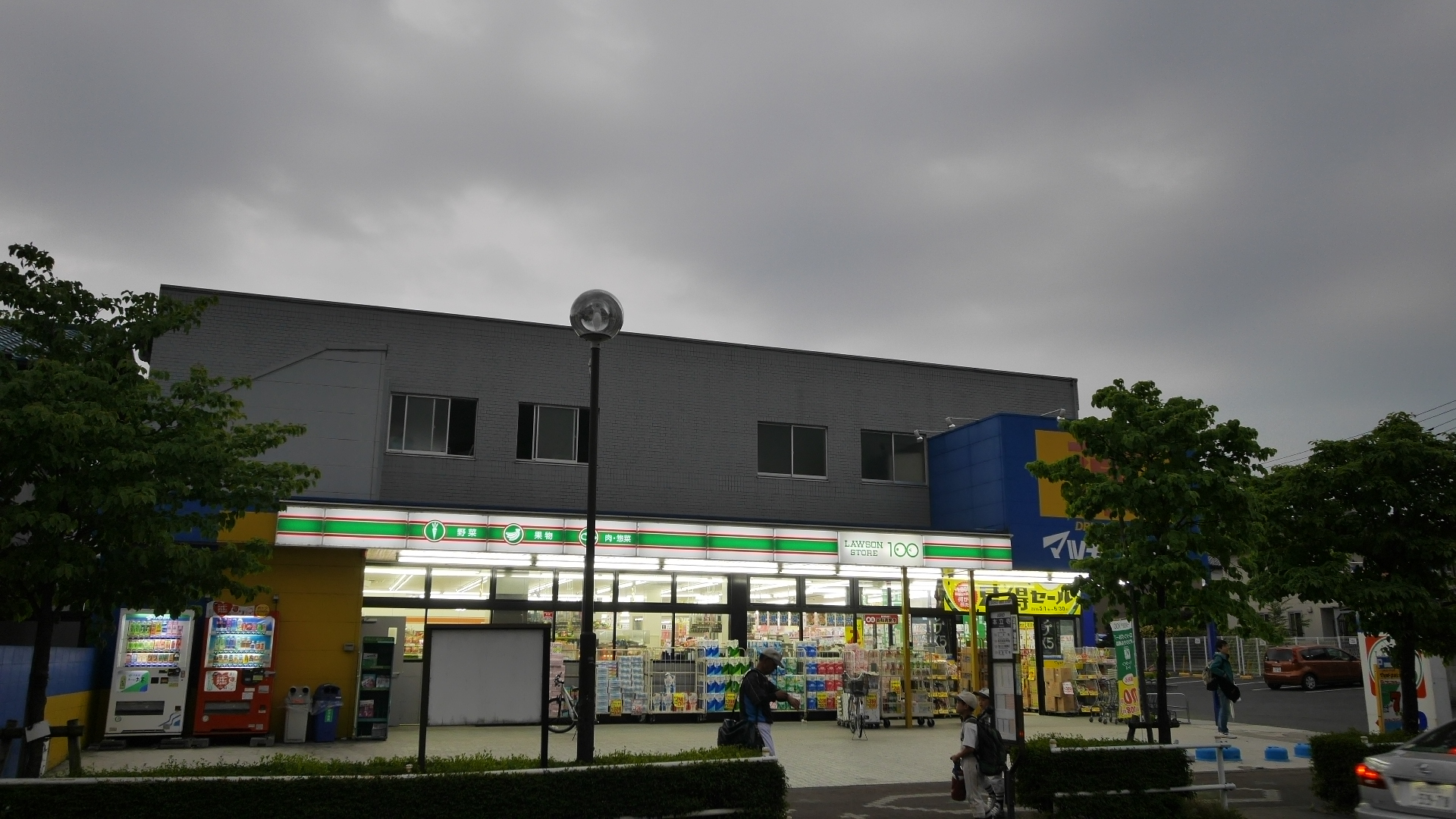
マツモトキヨシと同じ建物の店舗（東京都八王子市万町）

## テレビ番組
- 日経スペシャル ガイアの夜明け 台頭するPB商品 ～“価格”を制するのは誰だ～（2008年8月19日、テレビ東京）[17] - PB商品戦略を取材。